# Ibervillea
Ibervillea es un género de la familia de las cucurbitáceas endémico de la parte centro-norte de América (sur de Texas, México y Guatemala) y cuya especie más conocida es Ibervillea sonorae Green. Comúnmente se le conoce como guareque y se le usa como medicinal, en Culiacán, Sinaloa, México.

## Especies
- Ibervillea fusiformis
- Ibervillea guatemalensis
- Ibervillea hypoleuca
- Ibervillea insularis
- Ibervillea lindheimeri
- Ibervillea maxima
- Ibervillea millspaughii
- Ibervillea sonorae
- Ibervillea tenella
- Ibervillea tenuisecta
- Ibervillea tripartita

Llega a medir 3 metros, tiene una flor que es amarilla, su fruto es redondo, de color verde cuando es inmaduro y rojo cuando ya maduró, se ubica en zonas áridas principalmente en Baja California, Sonora y Sinaloa aunque su requerimiento de agua es medio.
En el estado de Sonora algunos grupos étnicos como los mayos, opatas, séris y los yaquis usan la raíz para múltiples propósitos, tratamiento antirreumático, dermatitis de diversa índole, antiinflamatorio, analgésico, enfermedades cardiacas, antidiabético y se dice que es efectiva para curar el cáncer.